# Перкинс, Даниэлла
Даниэлла Перкинс (род. 30 августа 1982, Бруклин, Нью-Йорк) — американская боксёрша. Чемпионка мира 2019 года. Призёр чемпионата мира 2018 года. Победитель Панамериканского чемпионата 2017 года. Член сборной США по боксу.

## Карьера
На международных соревнованиях по боксу выступает с 2014 года.
Победительница национального чемпионата США в весовой категории свыше 81 кг (2016 год).
В 2017 году в Гондурасе, на Панамериканском чемпионате по боксу, завоевала золотую медаль в весовой категории свыше 81 кг.
На 10-м чемпионате мира по боксу среди женщин в Индии, в поединке 1/2 финала, 23 ноября 2018 года, американская спортсменка встретилась с китайской спортсменкой Ян Сяоли, не вышла на ринг и завершила выступление на мировом первенстве, завоевав бронзовую медаль.
Предолимпийский чемпионат мира 2019 года, который состоялся в Улан-Удэ в октябре, американская спортсменка завершила финальным поединком, победив китайскую спортсменку Ян Сяоли. В результате на одиннадцатом чемпионате мира по боксу среди женщин она завоевала титул чемпиона мира.